# Jonte Willis
Jonte Willis (ur. 18 października 1983 w Memphis) – amerykański bokser kategorii ciężkiej.

## Kariera amatorska
W marcu 2006 r. Willis zdobył złoty medal na Mistrzostwach USA w kategorii superciężkiej. Willis przegrał w finale 12:23 z Mikiem Wilsonem, zwycięzca z roku 2004 i 2005. Po walce okazało się, że Mike Wilson stosował doping, za co został zdyskwalifikowany. Złoty medal zapewnił Willisowi start w reprezentacji USA w Pucharze Świata, który odbywał się w październiku, w Baku. Wilis w swojej pierwszej walce zmierzył się z Vüqarem Ələkbərovem, który w 2000 r. zdobył brązowy medal podczas IO w Sydney, walcząc w kategorii średniej. Amerykanin przegrał przez RSC w 4. rundzie. Mecz Azerbejdżan - USA zakończył się zwycięstwem Azerbejdżanu aż 18-4. Następnymi rywalami Amerykanów byli Kubańczycy. Wszyscy reprezentanci Kuby odnieśli zwycięstwo, wygrywając 22-0. Willis przegrał z Odlanierem Solisem przez RSC w 3. starciu. W pojedynku z reprezentacją Kazachstanu, USA również przegrało (8-14), odpadając z dalszej rywalizacji. Willis w swoim ostatnim pojedynku pokonał na punkty 18-7 Alexandra Makarova. W 2007 r. Willis zdobył brązowy medal podczas najbardziej prestiżowych zawodów w USA - National Golden Gloves.

## Kariera zawodowa
Jako zawodowiec zadebiutował 10 listopada 2007 r., nokautując w 3. rundzie Isoufa Kone'a. Do końca 2010 r., Willis wygrał kolejne 6. walk. 15 stycznia 2011 r., Willis zmierzył się z 39-letnim Davidem Longiem. Po 6. rundach decyzją większości został ogłoszony remis. 4 czerwca, w swojej 9. walce, Willis zmierzył się z Kanadyjczykiem Shane’em Andreesenem. Amerykanin niespodziewanie przegrał przez nokaut w 5. starciu, doznając pierwszej porażki w karierze. Po porażce powrócił 12. sierpnia, pokonując jednogłośnie na punkty w 7. rundowym pojedynku Gary'ego Gomeza. Po wygranej z Gomezem, Willis stoczył 10. kolejnych walk, z czego wygrał tylko jedną, pokonując 3. listopada 2012 r. Artura Binkowskiego. 10 stycznia zmierzył się z niepokonanym Nigeryjczykiem Lateefem Kayode. Po wyrównanych początkowych rundach Kayode serią ciosów w 6. rundzie zmusił sędziego do przerwania pojedynku, zwyciężając przez TKO.